# ミヒャエル・フース
ミヒャエル・フース（ドイツ語: Michael Huth、1969年9月2日 - ）は、東ドイツ出身の男性フィギュアスケート選手（男子シングル）、フィギュアスケートコーチ。1988年カルガリーオリンピック東ドイツ代表。

## 経歴

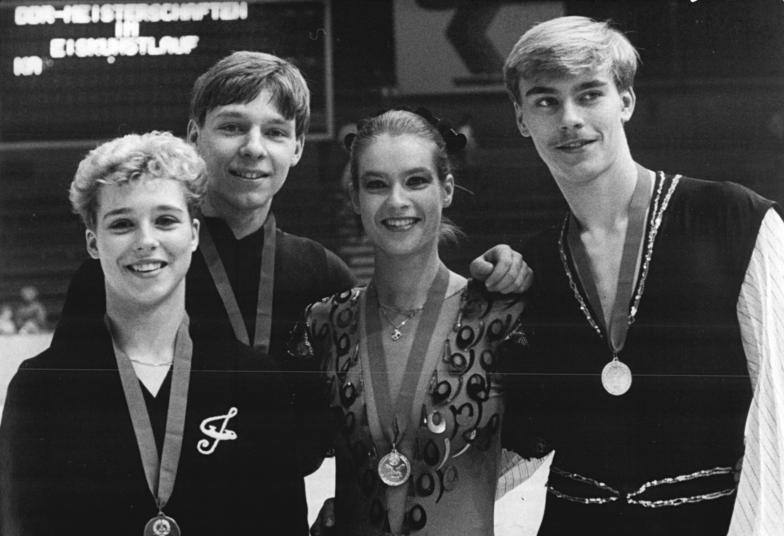
ミヒャエル・フース(右) と カタリナ・ヴィット(中央)、ペギー・シュヴァルツ &アレクサンダー・ケーニッヒ ペア(左)(1987年)

- 1988年欧州選手権17位。
- 1988年カルガリーオリンピック23位

### コーチ業
現役引退後、コーチとして以下の選手を指導してきた。
- アネッテ・ディトルト
- カロリーナ・コストナー (ソチオリンピック銅メダリスト)
- アントン・コワレフスキー
- ソンドレ・オドヴォル・ボー
- リュボーフィ・エフィメンコ
- トマシュ・ベルネル (2008年欧州選手権優勝)
- クリスティン・ヴィツォレク
- シルビオ・スマルン
- ズザンネ・シュタッドルミュラー
- イヴァン・リギーニ
- ニコル・ショット
- ヴァルター・ヴィルタネン
- イェニー・サーリネン
- アレクシア・パガニーニ
- ルーカス・ブリッチギー (2023年欧州選手権銅メダリスト)
- リー・セルナ

## 主な戦績
| 大会/年        | 1987-88 |
| -------------- | ------- |
| オリンピック   | 23      |
| 欧州選手権     | 17      |
| 東ドイツ選手権 | 1       |